# Lyset i Natten
Lyset i Natten er en amerikansk stumfilm fra 1921 af Penrhyn Stanlaws.

## Medvirkende
- Betty Compson som Cherry O'Day
- Milton Sills som Gordon Deane
- Mitchell Lewis som Donald MacGregor
- Casson Ferguson som Harvey Gates
- Spottiswoode Aitken som Terence O'Day
- Joseph Kilgour som William Blaine
- Goro Kino som Uang